# Херман Санчес Бараона
Херман Санчес Бараона (ісп. Germán Sánchez Barahona; нар. 31 жовтня 1986, Сан-Фернандо) — іспанський футболіст, захисник клубу «Гранада».

## Ігрова кар'єра
Народився 31 жовтня 1986 року в місті Сан-Фернандо. Починав грати у футбол за місцеву однойменну команду та за другу команду «Кадіса», в яких сумарно відіграв сім років у нижчих лігах.
2015 року перейшов з третьолігового «Олота» до команди Сегунди «Тенерифе», за яку у віці 28 років дебютував на рівні другого іспанського дивізіону. 2017 року перейшов до іншої друголігової команди, «Гранади». Ще за два роки допоміг команді здобути підвищення в класі і в сезоні 2019/20 32-річний на той час гравець дебютував у Ла-Лізі.